# Morimolamia
Morimolamia is een kevergeslacht uit de familie van de boktorren (Cerambycidae). De wetenschappelijke naam van het geslacht werd voor het eerst geldig gepubliceerd in 1954 door Breuning.

## Soorten
Morimolamia is monotypisch en omvat slechts de volgende soort:
- Morimolamia fruhstorferi Breuning, 1954